# 直达特快旅客列车

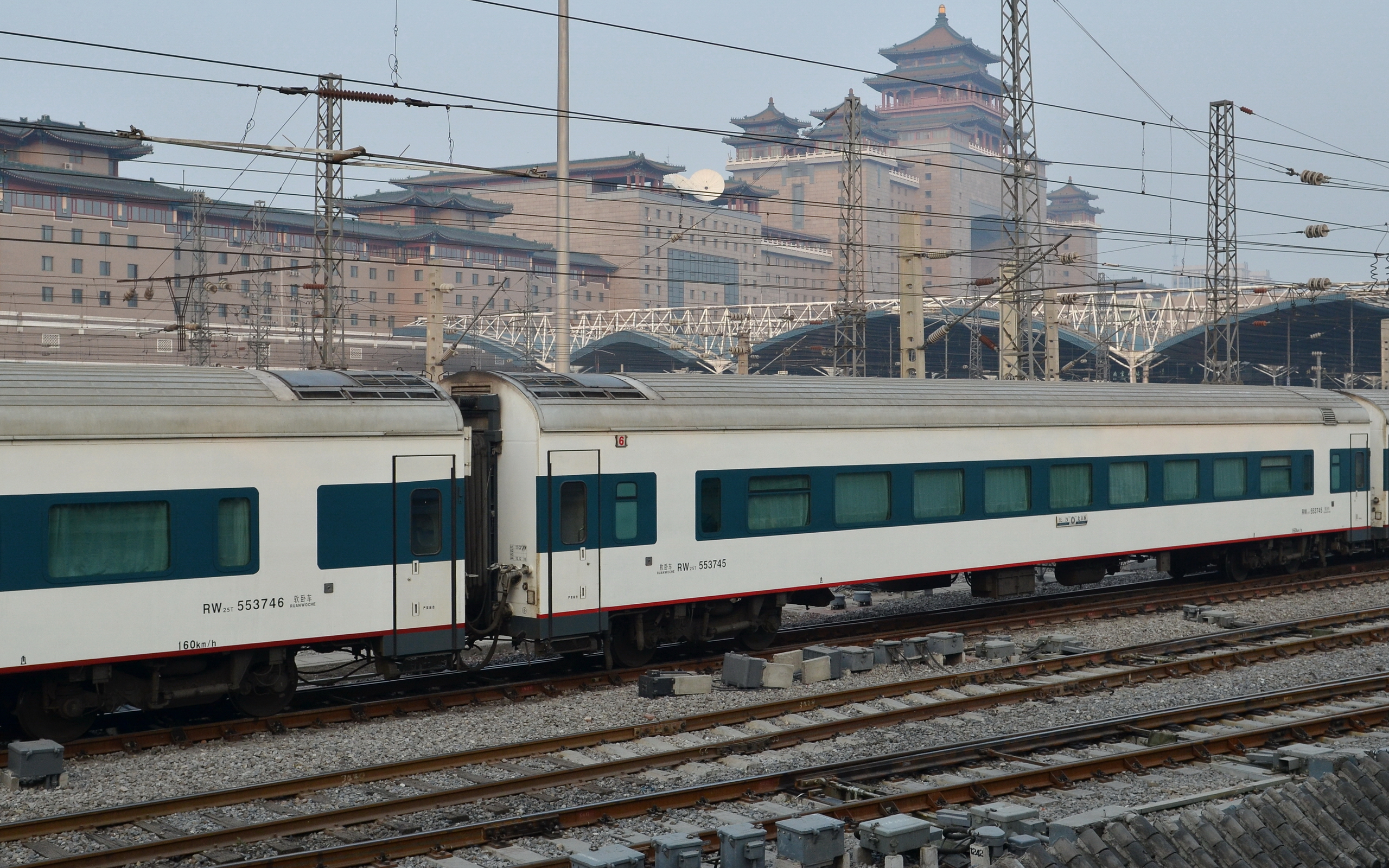
北京至长沙的Z17/18次直达特快列车编组中的RW25T

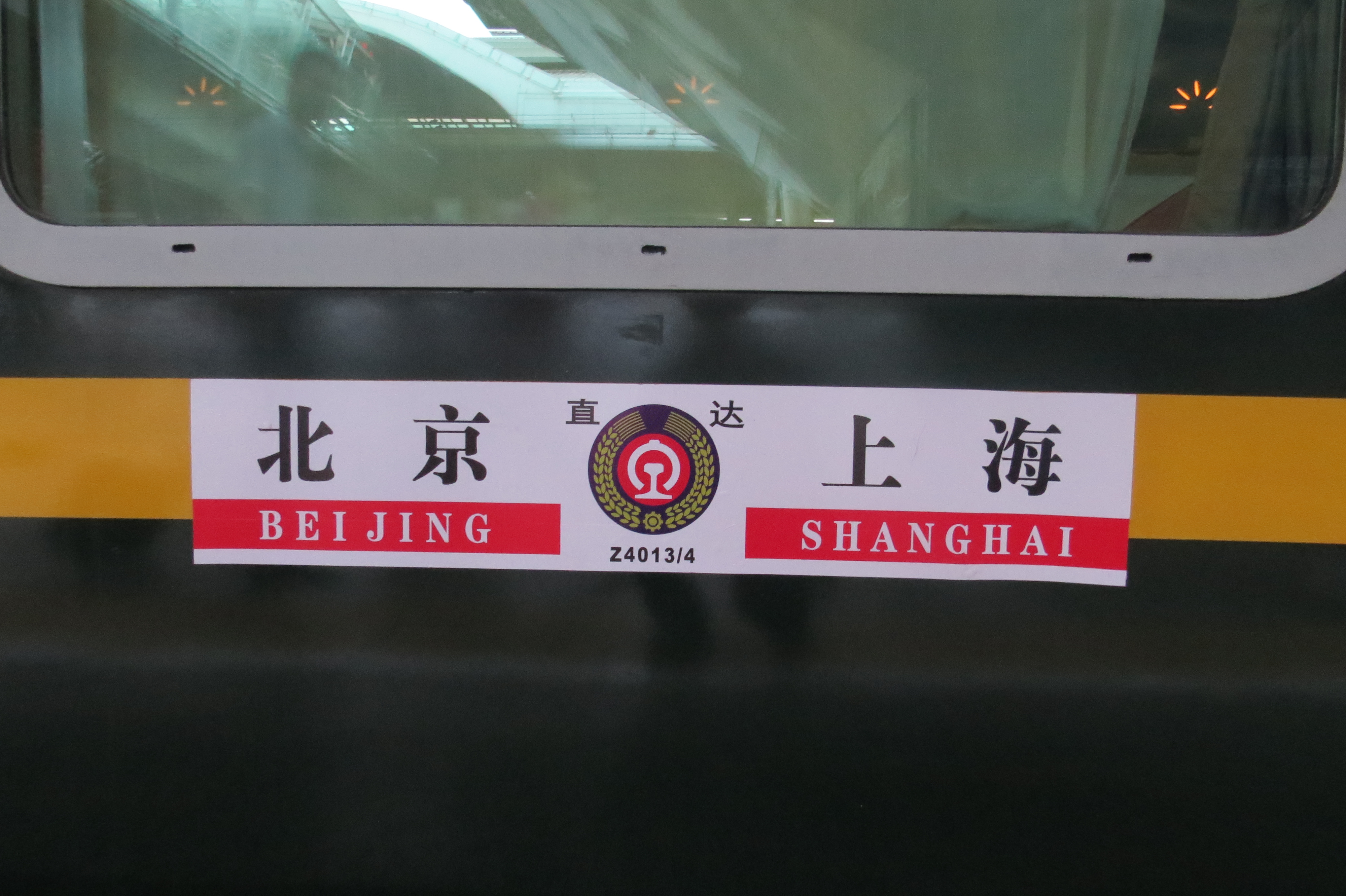
直达特快列车中，Z4xxx号段为跨局临时旅客列车（如图中的Z4013次），Z9xxx号段则为管内临客

直达特快旅客列车，简称直达特快或直特，是中国铁路在2004年4月18日实行第五次大提速后新开行的夕发朝至空调列车等级。早期的大部分直达特快列车全程一站直達，也有部分會停靠起点站和（或）终点站所在局集团管内的大站，以及中途必須技術停車的車站，最高时速160公里。车体统一使用25T型客车（包括BSP生产的25T型客车），主要为全列卧铺，部分列車挂有软、硬座。直达特快列车是中國首次实行单司机值乘、長途列車中途換班的運行方式，牽引機車通常为东风11G型内燃机车、韶山9G型电力机车、和谐3D型电力机车、和谐1D型电力机车、或韶山7E型电力机车。直达特快列车不分跨局和管内，使用以Z开头加数字1—9998的车次。 铁路系统标准唸法为「直*次」，普通民眾习惯唸作「Z*次」。自2011年11月20日起，旅客可以在中国铁路客户服务中心网站订购全部直达特快列车车票。
直达特快列车主要安排在客流较大的城市始发和终到，实现大城市间旅客快捷运输，但为了确保其直达、特快，其它不少列车在未正点运行的情况下要为它让行，晚点、误点更多的情况时有发生，有人认为直达特快客车挤占了其它中途地区铁路运行的空间，相对侵占了广大其它地区享有国有铁路资源的权益，造成不利的社会影响。而随着中国高速铁路的不断兴建，京沪之间的直达特快列车于2009年正式退出历史舞台，京宁（北京—南京）、京苏（北京—苏州）等直达特快也改为动车组，经京沪线运行的直达特快列车仅剩往来北京至扬州、南通、杭州等地。
自2014年7月1日调图后，一站直达的直达特快列车逐渐减少。2014年12月10日调图后，中国铁路使用25T型客车的特快列车全部升级为直达特快列车，但这些列车运行途中仍有不少经停车站，因此目前直达特快列车的定义演变为“最高运行时速为160千米/小时的普速旅客列车”或“准高速列车”。
2019年1月5日起，CR200J型動力集中式列車取代部分機輛模式普速列車。由于中国国铁将CR200J定义为动车组，因此等级提升为「D」字頭普通动车组列车，但等级提升后票价明显上涨，列车最高运行速度却依旧是160km/h，并未得到大幅度提升，被批评有变相涨价之嫌。2024年1月10日，中国国铁季度调图后，大量長編組第三代CR200J (俗称“AD钙”)上线运营，取代各路局重要直达特快、特快列车。

## 定期车次列表
| 车次                      | 下行始发 | 上行始发       | 担当路局                             | 中途停站 | 列车编组                                                   | 牵引机车                                                             |
| ------------------------- | -------- | -------------- | ------------------------------------ | --- | ---------------------------------------------------------- | -------------------------------------------------------------------- |
| Z5/6次                    | 北京西   | 南宁           | 中国铁路南宁局集团                   | 郑州、武昌、长沙、衡阳、桂林北、柳州、南宁东 | 5软卧+1餐车+12硬卧                                         | 和谐3D型电力机车                                                     |
| Z12/13次 Z14/11次         | 广州白云 | 沈阳北         | 中国铁路沈阳局集团                   | 韶关东、赣州、南昌、九江、阜阳、聊城、北京丰台、秦皇岛、山海关、绥中北↑、葫芦岛北、盘锦北 | 1行李+10硬卧+2软卧+1餐车+4硬卧                             | 和谐3D型电力机车 和谐1D型电力机车                                    |
| Z15/16次                  | 北京     | 哈尔滨         | 中国铁路哈尔滨局集团                 | — | 16软卧+1餐车（欠编）+1高级软卧                             | 东风11G型柴油机车                                                    |
| Z17/18次                  | 北京     | 齐齐哈尔       | 中国铁路哈尔滨局集团                 | 唐山北↑、哈尔滨、大庆西 | 16硬臥+2軟臥                                               | 和谐3D型电力机车                                                     |
| Z21/22次                  | 北京西   | 拉萨           | 中国铁路青藏集团                     | 石家庄北、太原、中卫、兰州、西宁、德令哈、格尔木 、那曲 | 1空调发电车(格尔木—拉萨区间加挂)+4硬座+2软卧+8硬卧+1餐车   | 和谐3D型电力机车 和谐1D型电力机车 NJ2型柴油机车                      |
| Z25/28次 Z27/26次         | 武昌     | 上海松江       | 中国铁路武汉局集团                   | 鄂州、黄石、义乌↑、嘉兴 | 14硬卧+3软卧+1餐车                                         | 和谐1D型电力机车                                                     |
| Z29/30次                  | 北京丰台 | 启东           | 中国铁路上海局集团                   | 明光、扬州、泰州、南通 | 7软卧+1高级软卧+1餐车+9硬卧                                | 东风11G型柴油机车                                                    |
| Z31/34次 Z32/33次         | 武昌     | 宁波           | 中国铁路武汉局集团                   | 鄂州、黄石、诸暨↓、绍兴、余姚 | 5硬座+1餐车+5软卧+7硬卧                                    | 和谐1D型电力机车                                                     |
| Z40/41次 Z42/39次         | 上海     | 乌鲁木齐       | 中国铁路乌鲁木齐局集团               | 苏州、无锡、南京、徐州、郑州、西安、宝鸡、天水、甘谷、武山、陇西、天水、兰州、定西、西宁、嘉峪关南、柳园南、哈密、鄯善北、吐鲁番北                                                                                 | 1行李+3硬座+1餐车+1软卧+12硬卧                             | 和谐3D型电力机车 和谐1D型电力机车                                    |
| Z45/48次 Z47/46次         | 武昌     | 杭州           | 中国铁路武汉局集团                   | 鄂州、黄石、衢州↑、金华 | 4硬座+1餐车+4软卧+9硬卧                                    | 和谐1D型电力机车                                                     |
| Z51/52次                  | 北京     | 启东           | 中国铁路上海局集团                   | 天津西、徐州、沭陽、淮安↑、盐城、東台、海安、如皋 | 16软卧+1高级软卧+1餐车                                     | 东风11G型柴油机车                                                    |
| Z53/54次                  | 北京西   | 昆明           | 中国铁路昆明局集团                   | 保定、石家庄、安阳↑、新乡↑、郑州、驻马店↓、信阳↓、武昌、岳阳↓、长沙、湘潭↓、娄底↓、怀化、贵阳、六盘水、宣威、曲靖                                                                                                  | 4硬座+1餐车+2软卧+11硬卧                                   | 和谐3D型电力机车                                                     |
| Z55/56次                  | 北京西   | 兰州           | 中国铁路兰州局集团                   | 保定↓、石家庄北、阳泉北↓、太原、吕梁↑、中卫 | 11硬卧+1餐车+1高级软卧+4软卧+1行李                         | 和谐3D型电力机车                                                     |
| Z61/62次                  | 北京西   | 长春           | 中国铁路沈阳局集团                   | 北京、四平↑ | 8软卧+1高级软卧+1餐车（欠）+10硬卧                         | 和谐3D型电力机车                                                     |
| Z69/70次                  | 北京西   | 乌鲁木齐       | 中国铁路乌鲁木齐局集团               | 保定、石家庄北、陽泉北、太原↓、太原南↑、呂梁、绥德、定边、中卫、武威、金昌、张掖、高台、嘉峪关、玉門、柳园、哈密、鄯善北、吐鲁番北                                                                                 | 1行李+3硬座+1餐车+1软卧+12硬卧                             | 和谐3D型电力机车 和谐1D型电力机车                                    |
| Z77/78次                  | 北京西   | 贵阳           | 中国铁路成都局集团                   | 石家庄、邯郸↑、郑州、武昌、长沙、湘潭↓、娄底、怀化、玉屏↓、凯里 | 3硬座+1餐车+3软卧+12硬卧                                   | 和谐3D型电力机车                                                     |
| Z83/84次                  | 北京     | 齐齐哈尔       | 中国铁路北京局集团                   | 杜尔伯特↑、大庆东、哈尔滨、秦皇岛、唐山北↓ | 4硬座+1餐车+2软卧+11硬卧                                   | 和谐D3D型电力机车                                                    |
| Z99/100次                 | 上海     | 广州白云       | 中国铁路上海局集团                   | 杭州南、金华 | 9硬卧+3软卧+1高级软卧+1餐车+1行李+3硬座                    | 韶山8型电力机车 和谐1D型电力机车                                     |
| Z102/103次 Z104/101次     | 长春     | 厦门北         | 中国铁路沈阳局集团                   | 四平、開原↓、鐵嶺↓、沈阳北、锦州南、葫芦岛北↓、山海關↓、秦皇岛、天津、聊城、阜阳、九江、南昌、吉安↓、赣州、瑞金↓、龙岩                                                                                             | 1行李+4硬座+1餐車+1軟臥+11硬臥                             | 和谐1D型电力机车 和谐3D型电力机车                                    |
| Z105/106次                | 济南     | 乌鲁木齐       | 中国铁路济南局集团                   | 泰山、兖州、邹城↑、滕州↓、枣庄西、徐州、砀山、郑州 、洛阳↑、三门峡↑、西安、宝鸡、天水、甘谷↑、陇西↑、定西↑、兰州、西宁、张掖西、嘉峪关、玉门、柳园、哈密、吐哈、鄯善北、吐鲁番北                                   | 10硬卧+1软卧+1餐车+6硬座                                   | 和谐3D型电力机车 和谐1D型电力机车 復興1型電力機車 復興3型電力機車    |
| Z112/113次 Z114/111次     | 哈尔滨西 | 海口           | 中国铁路哈尔滨局集团                 | 长春、沈阳北、锦州南↓、葫芦岛北↓、山海关、秦皇岛↓、唐山北↓、北京丰台、衡水↓、菏泽、商丘南↓、阜阳、麻城↓、九江↑、南昌、吉安、赣州、大余↑、南雄 ↑、韶关东、廣州白雲、肇庆、茂名、湛江西、雷州↑、徐闻↑                | 11硬卧+1软卧+1餐车+4硬座+1行李                             | 和谐1D型电力机车 和谐3D型电力机车 韶山9G型电力机车 东风11G型柴油机车 |
| Z117/118次                | 北京     | 吉林           | 中国铁路沈阳局集团                   | 唐山北↑、秦皇岛↑、沈阳北、长春、九台 | 15硬卧+1软卧+1行李                                         | 东风11G型柴油机车 和谐3D型电力机车                                   |
| Z126/127次 Z128/125次     | 厦门北   | 兰州           | 中国铁路南昌局集团                   | 莆田、三明北、抚州、南昌、武昌、信阳、漯河、寶豐、洛阳、西安、寶雞、天水、隴西、定西↓ | 5硬座+3硬卧+1餐车+2软卧+7硬卧+1行李                        | 和谐3D型电力机车                                                     |
| Z136/137次 Z138/135次     | 广州白云 | 乌鲁木齐       | 中国铁路乌鲁木齐局集团               | 韶关东、郴州、衡阳、株洲、长沙、岳阳↓、武昌 、信阳、驻马店、漯河↓、郑州、洛阳、西安、寶雞、天水、甘谷、陇西、兰州、西宁、民乐↓、张掖西、酒泉南 ↓、嘉峪关南、柳园南、哈密、鄯善北、吐鲁番北                         | 1行李+3硬座+1餐车+1软卧+12硬卧                             | 和谐1D型电力机车 复兴1型电力机车                                     |
| Z149/150次                | 北京西   | 贵阳           | 中国铁路成都局集团                   | 保定↑、石家庄、邢台↑、邯郸↑、郑州、许昌、武昌、长沙、怀化 | 9硬臥+2軟臥+1餐車+5硬座+1行李                              | 和谐3D型电力机车                                                     |
| Z151/152次                | 北京西   | 西宁           | 中国铁路青藏集团                     | 石家庄、安阳 ↑、新鄉↑、洛阳↑、西安、寶雞↓、天水甘谷、陇西、定西、兰州、海石湾、樂都 ↓ | 1行李+6硬座+1餐车+1软卧+8硬卧                              | 和谐3D型电力机车                                                     |
| Z156/157次 Z158/155次     | 哈尔滨西 | 泰州           | 中国铁路上海局集团                   | 长春、沈阳北、綏中北↓、山海關↑、北京豐臺、徐州、沭陽、淮安、盐城、东台 | 10硬卧+1软卧+1高级软卧+1餐车+4硬座+1行李                   | 和谐3D型电力机车 东风11G型柴油机车                                   |
| Z159/160次                | 北京     | 日照西         | 中国铁路北京局集团                   | 天津西、沧州、德州↑、泰山、兖州、临沂、莒南、 | 10硬卧+1软卧+1高级软卧+1餐车+4硬座+1行李                   | 和谐3D型电力机车 东风11G型柴油机车                                   |
| Z161/162次                | 北京西   | 昆明           | 中国铁路昆明局集团                   | 保定↓、石家庄、邢臺↓、安陽↓、郑州、武昌、岳阳、长沙、湘潭↑、娄底↑、冷水江東↑、怀化、贵阳、六盘水、宣威、曲靖 | 10硬卧+1软卧+1餐车+5硬座+1行李                             | 和谐3D型电力机车                                                     |
| Z164/165次 Z166/163次     | 上海     | 拉萨           | 中国铁路青藏集团                     | 蘇州、无锡、南京、蚌埠、徐州、郑州、洛陽↓、西安、咸陽、寶雞↓、兰州、西宁、格尔木 、安多、那曲 | 1空调发电车（格尔木—拉萨区间加挂）+4硬座+2软卧+8硬卧+1餐车 | 和谐3D型电力机车 和谐1D型电力机车 NJ2型柴油机车 和谐3型柴油机车      |
| Z170/167次Z168/169次      | 青島北   | 廣州           | 中国铁路济南局集团                   | 濰坊、淄博↓、濟南、泰山、兗州↑、徐州、商丘、鄭州、許昌↑、武昌、長沙、株洲↓、衡陽↓、郴州↓、韶關東 | 1行李+11硬卧+1软卧+1餐车+5硬座                             | 和諧3D型電力機車 和諧1D型電力機車                                    |
| Z172/173次 Z174/171次     | 哈尔滨西 | 上海           | 中国铁路哈尔滨局集团                 | 长春、四平↓、昌圖↓、沈阳北、锦州南↓、葫蘆島北、山海关、秦皇岛、唐山、天津、滄州、德州↑、徐州、南京、常州↓、无锡、苏州                                                                                              | 4硬座+1软卧+10硬卧+1餐车+1行李                             | 和谐3D型电力机车                                                     |
| Z176/177次 Z178/175次     | 哈尔滨西 | 杭州           | 中国铁路哈尔滨局集团                 | 长春、四平↓、沈阳北、山海关、秦皇岛、唐山 、天津天津西↓、德州、泰山↓、兖州、鄒城↓、滕州↓、棗莊西↓、徐州、蚌埠、滁州北↓、南京、鎮江↓、常州、无锡、苏州、昆山↑、嘉兴、海宁                                           | 5硬座+1餐车+1软卧+10硬卧                                   | 和谐3D型电力机车 和谐1D型电力机车                                    |
| Z179/180次                | 北京西   | 乌鲁木齐       | 中国铁路乌鲁木齐局集团               | 宣化、张家口、大同、集宁南、呼和浩特东、包头、临河、惠农、银川、中卫、武威、金昌、张掖、酒泉↑、嘉峪关、哈密、鄯善北↑、吐鲁番北                                                                                     | 11硬卧+1软卧+1餐车+3硬座+1行李                             | 和谐1D型电力机车 韶山7C型电力机车 和谐3D型电力机车                   |
| Z182/183次 Z184/181次     | 深圳东   | 包头/ 巴彥淖爾 | 中国铁路呼和浩特局集团               | 东莞东、惠州、龙川↓、赣州、吉安、南昌、九江、麻城、阜阳、亳州↑、商丘南↑、菏泽、聊城、衡水、北京丰台、张家口、大同、集宁南、呼和浩特↑、呼和浩特东、包头东↓、包头                                                    | 5硬座+1餐車+1軟臥+11硬臥                                   | 和谐1D型电力机车 和谐3D型电力机车                                    |
| Z186/187次 Z188/185次     | 沈阳北   | 深圳           | 中国铁路沈阳局集团                   | 辽阳、鞍山、海城、盘锦、锦州南↓、葫芦岛北↓、綏中北↓、山海关、秦皇岛↓、唐山、天津、霸州↑、衡水、聊城、菏泽、曹縣↓、商丘南、阜阳、麻城、九江、南昌、吉安、赣州、河源↑、惠州、东莞东                                  | 1行李+10硬卧+1软卧+1餐车+5硬座                             | 和谐3D型电力机车 和谐1D型电力机车                                    |
| Z198/195次 Z196/197次     | 太原     | 上海           | 中国铁路太原局集团                   | 陽泉北、石家庄北、衡水↓、德州↑、南京、常州↑、無錫 | 4硬座+1餐车+1高级软卧+2软卧+10硬卧                         | 和谐1D型电力机车                                                     |
| Z206/207次 Z208/205次     | 天津     | 长沙           | 中国铁路北京局集团                   | 广阳↓、北京丰台、保定↓、石家庄、孝感↑、武昌、岳阳 | 4硬座+1餐車+2軟臥+11硬臥                                   | 东风11G型柴油机车                                                    |
| Z211/212次                | 北京     | 长春           | 中国铁路沈阳局集团                   | 四平 | 7软卧+1高级软卧+10硬卧+1行李                               | 东风11G型柴油机车                                                    |
| Z223/224次                | 重慶西   | 拉薩           | 中国铁路成都局集团 中国铁路青藏集团  | 南充北、廣元、蘭州、西寧、德令哈、格爾木、那曲 | 1空调发电车（西宁—格尔木区间加挂）+8硬卧+1餐车+2软卧+4硬座 | 韶山7E型電力機車 和諧1D型電力機車 NJ2型柴油機車                      |
| Z225/228次Z227/226次      | 北京丰台 | 合肥           | 中国铁路上海局集团                   | 衡水↑、阜阳、霍邱、六安 | 8硬卧+1餐车+1高级软卧+8软卧                                | 东风11G型柴油机车                                                    |
| Z230/231、Z232/229次      | 深圳东   | 西寧           | 中国铁路广州局集团                   | 广州北、韶关东、郴州、衡阳、株洲、长沙、岳阳、武昌、南陽、商洛↑、西安、宝鸡、天水、兰州、兰州西↑、海石灣、平安驛↓                                                                                                  | 1行李+12硬卧+1軟臥+1餐車+3硬座                             | 和谐3D型电力机车 和谐1D型电力机车 韶山7E型电力机车                   |
| Z236/237次 Z238/235次     | 哈尔滨西 | 广州           | 中国铁路哈尔滨局集团                 | 沈阳北、唐山↓、天津、保定、石家莊、邢臺↑、邯鄲、安陽、新鄉、鄭州、漯河↓、武昌、咸寧↑、岳陽↑、長沙、衡陽、郴州、韶关东↑                                                                                             | 5硬座+1餐车+2软卧+10硬卧                                   | 和谐3D型电力机车 和谐1D型电力机车                                    |
| Z245/248次 Z247/246次     | 长沙     | 上海南         | 中国铁路广州局集团                   | 株洲、鹰潭↑、金华、杭州南、海宁、嘉興 | 1行李车+6硬座+1餐车+1软卧+10硬卧                           | 和谐1D型电力机车                                                     |
| Z256/257次 Z258/255次     | 上海南   | 重庆北         | 中国铁路上海局集团                   | 嘉兴、海寧↑、杭州南、金华、衢州↓、鹰潭、武昌、宜昌东、恩施 | 15硬臥+1餐車+2軟臥                                         | 和谐1D型电力机车                                                     |
| Z264/265次 Z266/263次     | 广州     | 拉萨           | 中国铁路广州局集团 中国铁路青藏集团  | 韶關東↑、郴州、衡陽↑、长沙、武昌、郑州、洛陽↓、西安、宝鸡↓、兰州、西宁、德令哈↓、格尔木 、安多↓、那曲 | 1空调发电车（西宁—格尔木区间加挂）+4硬座+2软卧+8硬卧+1餐车 | 和谐1D型电力机车 和谐3D型电力机车 NJ2型柴油机车                      |
| Z267/270次 Z268/269次     | 呼和浩特 | 上海           | 集通铁路公司                         | 察素齊↓、包头东、包头、东胜西↓、鄂爾多斯、神木西↑、榆林、绥德、吴堡、柳林南↑、吕梁、文水↑、交城↑、太原、阳泉北、石家庄北、衡水、德州、济南、泰山↑、兗州、邹城、滕州↑、棗莊西↑、 徐州、蚌埠、南京、常州、无锡、苏州 | 13硬卧+1软卧+1餐车+2硬座                                   | 和谐3D型电力机车 韶山9G型电力机车                                    |
| Z272/273次 Z274/271次     | 青岛     | 西宁           | 中国铁路济南局集团                   | 膠州北↓、潍坊、淄博↓、济南 、泰山、兖州、鄒城、滕州↓、枣庄西、徐州、砀山↑、商丘、开封、郑州、洛阳、三門峽↑、西安、宝鸡、天水、陇西、定西、兰州、海石湾                                                             | 1行李+10硬卧+1软卧+1餐车+6硬座                             | 和谐3D型电力机车 韶山7E型电力机车                                    |
| Z282/283次 Z284/281次     | 包头     | 杭州           | 中国铁路呼和浩特局集团               | 包头东、呼和浩特、呼和浩特东、集宁南、大同、张家口、北京丰台、廣陽↑、天津西、泊頭↑、德州↑、兖州↑、徐州、蚌埠↑、南京、镇江、常州↑、苏州、上海南、嘉兴、海宁                                                         | 1行李+12硬卧+1软卧+1餐车+2硬座                             | 和谐3D型电力机车 和谐1D型电力机车                                    |
| Z285/286次                | 北京西   | 南宁           | 中国铁路南宁局集团                   | 保定↑、石家庄、安陽↑、新鄉↑、郑州、信阳、武昌、岳阳、长沙、衡阳、永州↑、桂林北、柳州、南宁东 | 9硬卧+4软卧+1餐车+4硬座+1行李                              | 和谐3D型电力机车                                                     |
| Z288/289次Z290/287次      | 昆明     | 宁波           | 中国铁路昆明局集团                   | 曲靖、宣威、六盤水、安順↑、貴陽、凱里↑、懷化、婁底↑、湘潭↑、株洲、鷹潭、上饒↓、衢州↓、金華、諸暨↓、紹興↓、餘姚 | 11硬卧+2软卧+1餐车+4硬座                                   | 和諧3D型電力機車 和谐1D型电力机车                                    |
| Z294/291次 Z292/293次     | 乌鲁木齐 | 武昌           | 中国铁路乌鲁木齐局集团               | 吐鲁番北、鄯善北、哈密、柳園南、玉門↑、嘉峪关南、酒泉南、臨澤南↓、张掖西、民樂↑、西宁、兰州、定西、陇西、甘谷、天水、宝鸡、西安、洛陽↑、郑州、许昌、漯河、駐馬店、信阳、廣水↓、孝感                                | 10硬卧+1软卧+4硬座+1餐车+1行李                             | 和谐1D型电力机车 韶山7E型电力机车                                    |
| Z297/296次Z295/298次      | 北京西   | 張家界西       | 中国铁路广州局集团                   | 保定↓、石家庄、邯鄲↓、新鄉↓、鄭州、武昌、岳陽↓、長沙 | 12硬卧+1软卧+1高級軟臥+3硬座+1餐车+1行李車                 | 和諧3D型電力機車 和諧1D型電力機車                                    |
| Z306/303次 Z304/305次     | 乌鲁木齐 | 上海           | 中国铁路乌鲁木齐局集团               | 吐鲁番北、鄯善北、哈密、柳园南、嘉峪关南、臨澤南↑、张掖西、民樂↑、西宁、兰州、兰州西↓、天水、宝鸡、西安、洛阳↑、郑州、商丘↓、徐州、南京、镇江、常州↓、无锡、苏州、昆山↓                                            | 1空調發電車+11硬臥+1軟臥+1餐車+1硬座+1行李                 | 和谐3D型电力机车 和谐1D型电力机车                                    |
| Z308/309次Z310/307次      | 齊齊哈爾 | 深圳東         | 中国铁路哈尔滨局集                   | 大慶、安達↑、肇東↓、哈爾濱、長春、四平↓、瀋陽北、錦州南↓、山海关、唐山、天津、衡水、聊城、菏澤↑、商丘南、阜陽、麻城、吉安↓、贛州、龍川↑、河源↓、惠州、東莞東                                                       | 5硬座+1餐車+1軟臥+10硬臥+1行李车                           | 和谐3D型电力机车 和谐1D型电力机车                                    |
| Z318/315次Z316/317次      | 青岛北   | 成都西         | 中国铁路济南局集团                   | 濰坊、淄博、濟南、泰山↓、兗州↓、鄒城↓、滕州↓、棗莊西↓、徐州、商丘↑、民權↑、蘭考↑、開封↑、鄭州、洛陽、義馬↑、三門峽↑、靈寶↑、渭南↑、引鎮↑、旬陽北↓、安康、西鄉↓、漢中、陽平關↓、廣元、江油↓、綿陽↓、德陽            | 9硬臥+2軟臥+1餐車+6硬座                                    | 和谐3D型电力机车 韶山7D型電力機車                                    |
| Z322/323次Z324/321次      | 成都     | 拉薩           | 中國鐵路成都局集團和中国铁路青藏集团 | 廣元、蘭州、西寧、德令哈、格爾木、那曲 | 12硬臥+4硬座+1餐車+2軟臥                                   | 韶山7E型電力機車 和諧1D型電力機車 NJ2型柴油機車                      |
| Z328/325次Z326/327次      | 長春     | 昆明           | 中国铁路沈阳局集团                   | 四平、鐵嶺、瀋陽北、錦州↑、葫蘆島↑、山海關、秦皇島↑、唐山、天津、保定、石家莊、邢臺↑、邯鄲、安陽↑、鶴壁↑、新鄉↑、鄭州、關林↑、南陽、襄陽、石門縣北、張家界、吉首、懷化、貴陽、六盤水↓、宣威、曲靖                  | 11硬臥+2軟臥+1餐車+4硬座                                   | 和諧3C型電力機車 和諧3D型電力機車                                    |
| Z332/333次 Z334/331次     | 深圳东   | 成都东         | 中国铁路广州局集团                   | 东莞东、惠州、河源↓、赣州、吉安、南昌、武昌、襄阳、宜昌东、恩施、万州、达州、南充、遂宁 | 4硬座+1餐车+1软卧+12硬卧                                   | 和谐1D型电力机车                                                     |
| Z336/337次 Z338/335次     | 包头     | 南宁           | 中国铁路呼和浩特局集团               | 包头东、呼和浩特、集宁南、大同、张家口、北京丰台、保定、石家庄、邢台↓、邯郸↓、新乡↓、郑州、武昌、咸寧、岳阳、长沙、株洲↑、衡阳、永州↑、桂林北、柳州                                                                | 3硬座+1餐车+2软卧+12硬卧                                   | 和谐3D型电力机车                                                     |
| Z342/343次Z344/341次      | 鄭州     | 廈門北         | 中国铁路鄭州局集團                   | 開封、蘭考↑、民權↑、商丘、阜陽、潢川↓、麻城↑、南昌↑、贛州、瑞金、長汀南↓、龍岩 | 4硬座+1餐車+2軟臥+10硬臥+1行李車                           | 和諧1D型電力機車 和諧3D型電力機車                                    |
| Z350/351次 Z352/349次     | 包头     | 青岛北         | 中国铁路呼和浩特局集团               | 呼和浩特、集宁南、大同、张家口、北京丰台、衡水、清河城↑、聊城、大明湖、淄博、青州市、潍坊、高密↓、胶州北↓ | 1行李車+5硬座+1餐車+1軟臥+9硬臥                            | 和谐3D型电力机车                                                     |
| Z356/357次 Z358/355次     | 济南     | 乌鲁木齐       | 中国铁路乌鲁木齐局集团               | 德州、衡水、辛集↓、石家庄北、太原、吕梁、绥德↑、靖边↑、定边、中卫、武威↑、金昌、张掖、酒泉、嘉峪关↑、柳园、哈密、鄯善北↑、吐鲁番北                                                                                 | 1行李車+5硬座+1軟座+1餐車+1軟臥+9硬臥                      | 和谐3D型电力机车 和谐1D型电力机车                                    |
| Z362/363次Z364/361次      | 南通     | 烏魯木齊       | 中国铁路乌鲁木齐局集团               | 海安、泰州、揚州、滁州北↑、蚌埠、徐州、商丘、鄭州、洛陽↓、西安、寶雞、天水、甘谷↓、武山↓、隴西、定西↓、蘭州、蘭州西↓、西寧、張掖西、臨澤南↓、酒泉南、嘉峪關南、柳園南↑、哈密、鄯善北、吐魯番北                     | 11硬臥+2軟臥+1餐車+4硬座                                   | 和諧1D型電力機車 和諧3D型電力機車                                    |
| Z368/365次Z366/367次      | 哈爾濱西 | 南京           | 中国铁路哈尔滨局集                   | 雙城堡↓、長春、四平、開原↓、鐵嶺↓、瀋陽北、錦州南↑、葫蘆島北↓、山海關、唐山、天津、滄州↓、德州↑、兗州↑、徐州、蚌埠↓、滁州北↑                                                                                       | 13硬臥+2軟臥+1餐車+2硬座                                   | 和諧1D型電力機車 和諧3D型電力機車                                    |
| Z372/373次Z374/371次列车  | 烏魯木齊 | 昆明           | 中国铁路昆明局集团                   | 吐魯番北、哈密、柳園、疏勒河↑、嘉峪關↓、酒泉、高台↑、張掖、山丹、金昌、武威、古浪、天祝↓、永登、蘭州、渭源、岷縣↓、哈達鋪、隴南、廣元、綿陽↓、德陽↓、成都西、西昌西、攀枝花南、元謀西↑、廣通北↓、祿豐南↑           | 11硬臥+3軟臥+1餐車+3硬座                                   | 和諧1D型電力機車 韶山7E型電力機車 和諧3D型電力機車                   |
| Z376/377次 Z378/375次     | 西宁     | 上海           | 中国铁路青藏集团                     | 平安驛↓、兰州、定西↓、隴西↓、甘谷↓、天水、宝鸡、咸陽西↓、西安、洛阳、郑州、商丘、徐州、蚌埠↓、南京、镇江↑、常州↑、无锡↓、苏州                                                                                      | 6硬座+1餐车+2软卧+8硬卧                                    | 和谐3D型电力机车                                                     |
| Z384/385次 Z386/383次     | 长春     | 三亞           | 中国铁路沈阳局集团                   | 四平、沈阳北、锦州南、山海关、秦皇岛、唐山、天津、任丘↑、衡水↑、聊城、菏泽、商丘南↑、亳州、阜阳、九江、南昌、吉安、井冈山、衡陽、廣州、肇庆、茂名、湛江西、海口                                                    | 1行李車+4硬座+1餐車+1軟臥+11硬臥                           | 和谐3D型电力机车 和谐1D型电力机车 韶山8型電力機車 东风11G型柴油机车  |
| Z390/391次 Z392/389次     | 福州     | 成都           | 中国铁路南昌局集团                   | 福州、三明北、南昌西、武昌、十堰↓、安康、汉中、广元、绵阳、德阳、成都、 | 5硬座+1餐車+1軟臥+11硬臥                                   | 和谐1D型电力机车 和諧3D型電力機車                                    |
| Z398/395次Z396/397次      | 长春     | 南宁           | 中国铁路沈阳局集团                   | 四平、鐵嶺、沈阳北、錦州↑、綏中北↓、山海關、秦皇島、唐山、天津、衡水、聊城、菏澤、商丘南↓、阜陽、麻城、黃州↓、武穴↓、九江、南昌、吉安、井岡山、茶陵南↓、衡陽、永州、桂林北、柳州                                   | 10硬卧+2软卧+1餐车+5硬座                                   | 和諧1D型電力機車 和諧3C型電力機車 和諧3D型電力機車                   |
| Z501/504次Z502/503次      | 三亚     | 北京西         | 中国铁路广州局集团                   | 东方、海口、湛江西、茂名、肇庆、广州、韶关东、郴州、长沙、岳陽↓、武昌、郑州、石家庄 | 1行李+3硬座+5硬卧+1餐车+1高级软卧+1软卧+7硬卧              | 和諧3D型電力機車 和谐1D型电力机车 东风11G型柴油机车                  |
| Z508/509次Z510/507次      | 成都西   | 烏魯木齊       | 中国铁路成都局集團                   | 吐魯番北、吐哈↓、哈密、柳園南↓、嘉峪關南、張掖西↑、西寧、蘭州、哈達鋪、隴南、廣元、綿陽↑、德陽↑ | 3硬座+1餐车+3软卧+11硬卧                                   | 韶山7E型電力機車 和諧1D型電力機車                                    |
| Z516/517次Z518/515次      | 上海     | 吉林           | 中国铁路瀋陽鐵路局                   | 蘇州、無錫、常州、南京、蚌埠、徐州、兗州↓、德州↓、天津、唐山、山海關、葫蘆島北↑、錦州南、瀋陽北、鐵嶺、四平↑、公主嶺↑、長春、九台↑                                                                                 | 11硬臥+2軟臥+1高級軟臥+1餐車+3硬座+1行李車                 | 東風11G型內燃機車 和諧3D型電力機車                                   |
| Z586/587次Z588/585次      | 成都西   | 深圳東         | 中国铁路成都鐵路局                   | 重慶北、涪陵、彭水、黔江、秀山、銅仁、懷化南、邵陽、衡陽、郴州、韶關東、廣州北、東莞 | 3硬座+1餐車+3軟臥+11硬臥                                   | 和諧1D型電力機車 和諧3D型電力機車                                    |
| Z594/595次Z596/593次      | 杭州     | 烏魯木齊       | 中国铁路烏魯木齊局集團               | 宣城、蕪湖、合肥、固始、商城、潢川、息縣、羅山、信陽、桐柏、西安、寶雞、天水、甘谷↓、武山↓、陇西、定西↓、兰州、西宁、张掖西、臨澤南↓、高台南↑、酒泉南↑、嘉峪关南、柳园南、哈密、鄯善北、吐鲁番北                   | 11硬臥+3軟臥+1高級軟臥+1餐車+3硬座                         | 和諧1D型電力機車 韶山7E型電力機車 和諧3D型電力機車 和諧3C型電力機車  |
| Z917/918次                | 西安     | 拉萨           | 中国铁路青藏集团                     | 咸陽、寶雞、天水、甘谷、陇西、定西、兰州、西宁、德令哈↓、格尔木、安多、那曲、当雄 | 1空调发电车+8硬卧+3硬座+1餐车+2软卧                        | 韶山7E型電力機車 和諧3D型電力機車 和谐1D型电力机车 NJ2型柴油机车     |
| Z6205/6206次              | 兰州     | 嘉峪关         | 中国铁路兰州局集团                   | 兰州西、武威、金昌、山丹、张掖、酒泉 | 8硬座+5硬卧+4软座                                          | 和谐3D型电力机车 和谐1D型电力机车 復興1型電力機車                    |
| Z6516/6517次 Z6518/6515次 | 乌鲁木齐 | 喀什           | 中国铁路烏魯木齊局集團               | — |                                                            |                                                                      |
| Z6541次                   | 包头     | 临河           | 中国铁路呼和浩特局集团               | — |                                                            | 和谐3D型电力机车                                                     |
| Z6543/6544次              | 呼和浩特 | 鄂尔多斯       | 中国铁路呼和浩特局集团               | 托克托东、准格尔、东胜东 |                                                            |                                                                      |
| Z6801/6802次              | 西宁     | 拉萨           | 中国铁路青藏集团                     | 德令哈、格尔木、安多、那曲、当雄 | 1空调发电车+1行李车+8硬卧+3硬座+1餐车+2软卧                | 和谐1D型电力机车 NJ2型柴油机车                                       |
| Z8801/8802次              | 拉萨     | 日喀则         | 中国铁路青藏集团                     | 协荣、曲水县、尼木、仁布 | 1空调发电车+4硬座+2软卧+8硬卧+1餐车                        | NJ2型柴油机车                                                        |